# 殷立人
殷立人（1994年10月1日—），中国昆曲男演员。

## 生平
祖籍江苏苏州，1994年出生于江苏苏州。2006年，12岁的殷立人走进了昆曲的大门，进入戏校学习，开始了戏曲生涯。6年后，殷立人艺校毕业，进入江苏省苏州昆剧院工作。

## 表演风格
殷立人工武生，武艺高强，擅演〈夜奔〉、〈千里送京娘〉、〈义侠记·戏叔别兄〉等剧目。

## 獲獎
- 第四届昆曲艺术节，凭借《钟馗嫁妹》获得“优秀展演奖”[1]。

## 作品
《林冲》、《千里送京娘》、《牡丹亭》、《义侠记》等。